# 皮爾蘭斯蘆薈
巨树芦荟（学名：Aloidendron pillansii），别名皮氏芦荟、皮尔兰斯芦荟、巨箭筒芦荟等，是一種蘆薈。它們可以生長達15米高。它們與二歧树芦荟稍稍相似，其花序是倒吊在最低的葉子下，而非直立的。
巨树芦荟分佈在納米比亞及南非，生長在亞熱帶或熱帶的叢林。它們面臨失去棲息地的威脅。

## 名称
巨树芦荟和巨箭筒芦荟源自英语俗称Giant quiver tree，而皮氏芦荟则源自拉丁学名（Aloe pillansii）。该物种原先属于芦荟属（Aloe）的一个种，并于2013年移动至现所属的树芦荟属（Aloidendron）。

## 外部連結
- ARKive
- Namibian Biodiversity Database[]